# Каменець (притока Теплої, Тарнов)
Каменец (словац. Kamenec) — річка в Словаччині, ліва  притока Топлі, протікає в окрузі Бардіїв.
Довжина — 16 км. Витік знаходиться в масиві Ондавська височина — на висоті 705 метрів. Протікає територією сіл Фричка; Пітрова; Габолтов; Свержов і Тарнов.
Впадає у Топлю на висоті 318 метрів.